# Rakety Scout

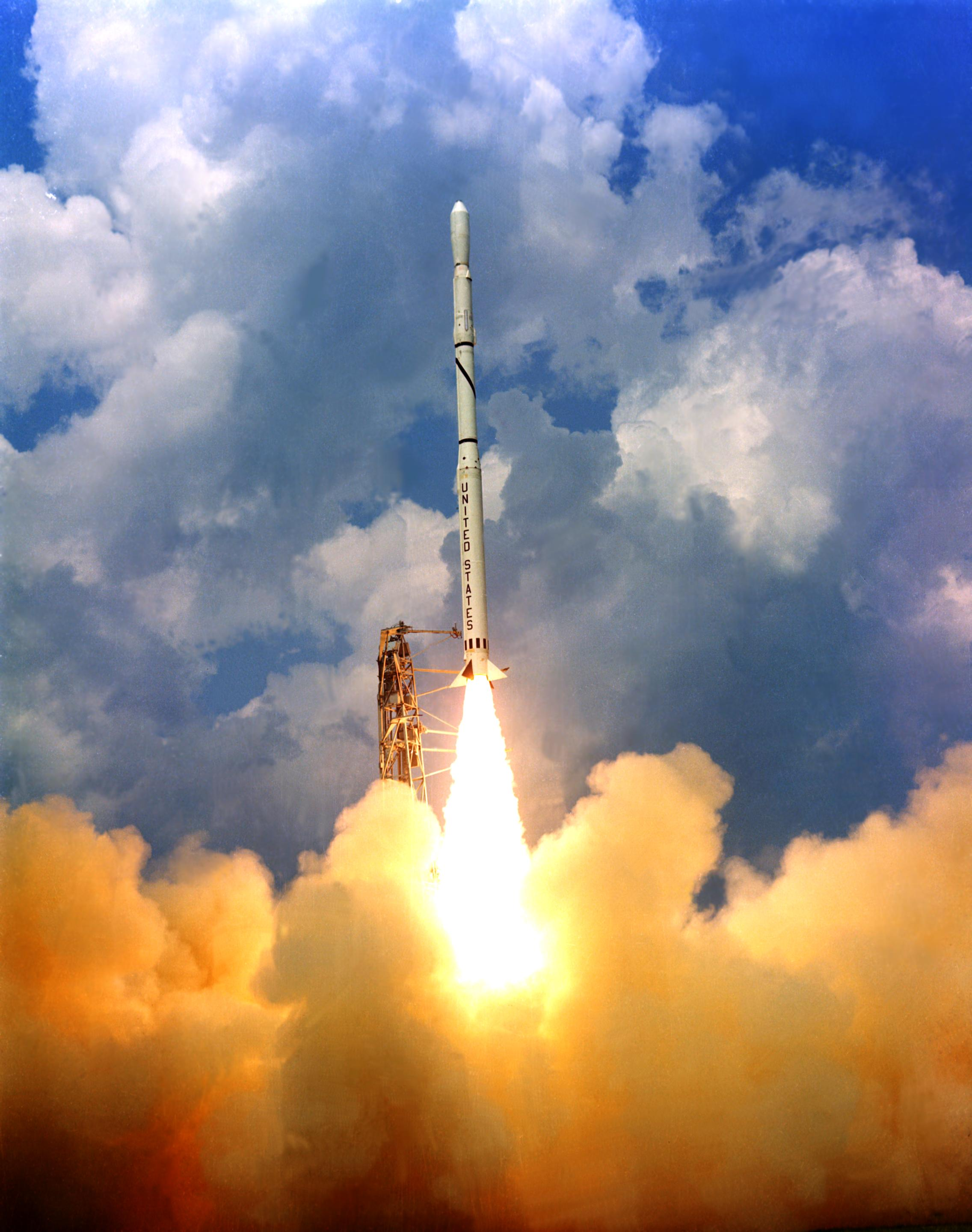

Rakety Scout jsou nosné rakety vyvinuté americkou agenturou NACA (od roku 1958 NASA), určené pro vynášení malých družic na orbitu kolem Země. Byly první (a dlouho jediné) nosné rakety poháněné pouze motory na tuhé pohonné látky. Ve službě vydržely velmi dlouho, od prvního startu roku 1961 vykonaly přes 100 letů. Poslední start proběhl v roce 1993.

## Základní data

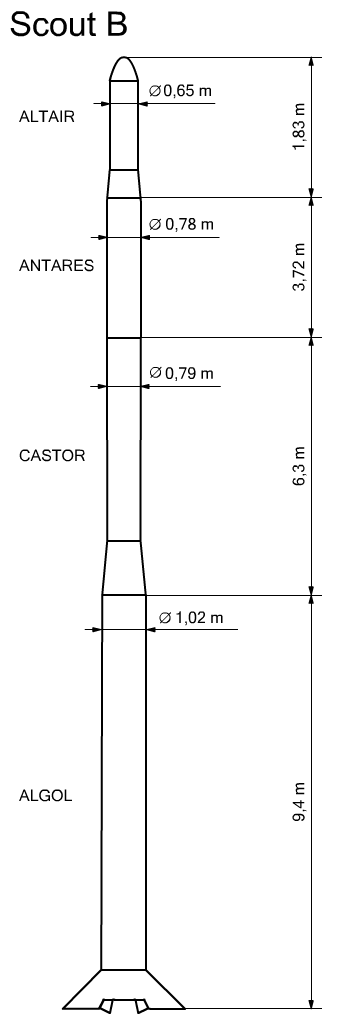
Schema rakety Scout 2

Raketa je sestavená ze čtyř stupňů, tedy je nazývána čtyřstupňovou. Názvy jednotlivých stupňů jsou Algol, Castor, Antares a Altair. Raketa byla vybavena motory na TPH. Postupně byly vyvíjeny modernizované varianty, přičemž základem modernizace bylo nasazování stále výkonnějších motorů.

### Jednotlivé stupně
První stupeň Algol vznikl z testovacího motoru rakety Polaris. V době svého vzniku to byl největší motor na tuhé pohonné látky. Tah ve vakuu se pohybuje od 400 do 564 kN. Doba hoření je přibližně 40 sekund. Specifický impuls se liší podle verze, od 236 sekund pro verzi Algol-1 až po 284 sekund u verze Algol-3. Průměr trysky je přibližně jeden metr.
Druhý stupeň Castor byl vyvinut z řízené střely země-země MGM-29 Sergeant. Kromě raket Scout se používal i na dalších projektech jako třeba Delta a Thor-Agena. Tah ve vakuu je podle verze až 280 kN. Specifický impuls je 247 až 265 sekund.
Třetí stupeň Antares měl tah 60 až 93 kN, specifický impuls 293 sekund a doba hoření 36 až 43 sekund.
Čtvrtý stupeň Altair byl převzat z raket Vanguard. Tah 12 až 27 kN, specifický impuls 254 až 280 sekund. Doba hoření přibližně 28 až 40 sekund.

## Varianty

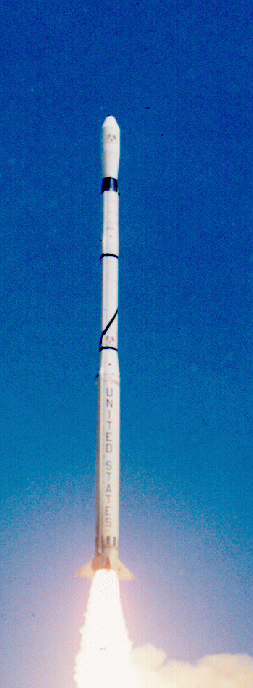
Scout X-3

Po dobu kdy byly používány, prošly rakety Scout mnoha modernizacemi a přestavbami. Byly používány v nejrůznějších konfiguracích od třístupňové až po pětistupňovou, sloužily jak pro orbitální tak pro suborbitální lety. Jednotlivé varianty se liší složením a typy použitých stupňů. Nosný systém Scout byl využíván NASA i USAF. Základní verzí byl Scout-X1 od níž se odvozovaly všechny další.

### Nejpoužívanější verze
- Scout A 4 stupně, 11 startů, nosnost 122 kg, vyřazena 1970
  - Scout A-1, jediný let 1973
- Scout B 4 stupně, 25 startů, nosnost 143 kg, vyřazena 1971
  - Scout B-1, 4 stupně, 5 startů, vyřazena 1976
  - Scout B-1F, 4 stupně
  - Scout B-2A, 4 stupně, nosnost 143 kg
- Scout D – tato varianta byla vybavena motory:
  - Algol III s tahem 622,5 kN
  - Castor II TMX-354-3, s tahem 255,9 kN
  - Antares II X-259, tah 93,4 kN
  - FW-48, tah 26,7 kN
  - Pro speciální účely bylo možné přidat ještě pátý stupeň.
  - Raketa byla schopná vynést na oběžnou dráhu Země náklad 200 kg
- Scout G 4 stupně, 17 startů, nosnost 210 kg, vyřazena 1994

### Další verze
- Scout X 4 stupně, jediný start, suborbitální
- Scout X-1 4 stupně, 7 startů, nosnost 59, vyřazena 1961
- Scout X-1A 5 stupňů, jediný start
- Scout X-2 4 stupně, 2 starty
- Scout X-2 1C
- Scout X-2B
- Scout X-2M
- Scout X-3
- Scout X-4
- Scout X-5

### Blue Scout

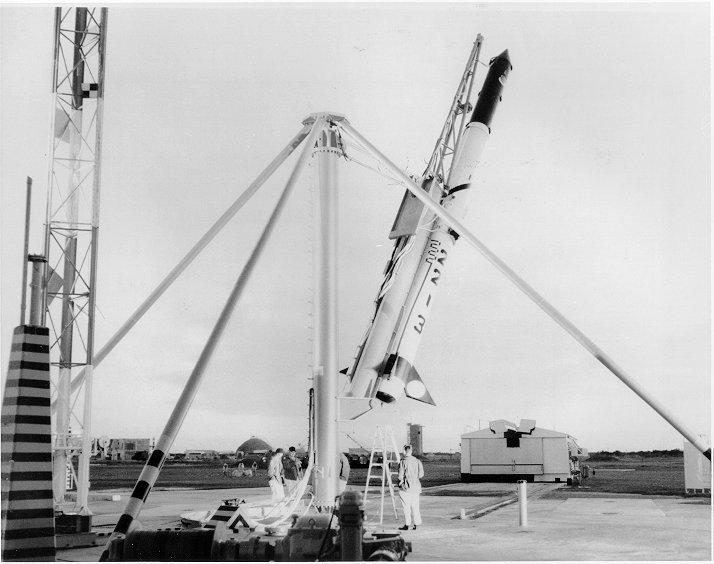
Blue Scout Junior

Program Blue Scout 1 (XRM-89) měl zkoumat výkony raket a měřit radiační působení ve velkých výškách. Výsledky experimentů měly být odeslány v návratové kapsli zpět na Zem. Ta se však potopila než mohla být po dopadu do moře vyzvednuta. Další starty v květnu 1961 a dubnu 1962 byly také neúspěšné a program byl zrušen.
Blue Scout 2 (XRM-90) byla stejné konfigurace jako základní Scout používaná NASA, nebyla však identická. Čtvrtý stupeň s nákladem byl skryt za aerodynamickým pláštěm a měl tedy stejný průměr jako stupeň třetí a změn doznala i tryska prvního stupně. První dva lety byly sub-orbitální a měly za úkol měřit úrovně radiace ve Van Allenových radiačních pásech. Druhý let měl ještě další úkol a to výzkum mikrometeoritů, návratová kapsle však opět selhala. Třetí start měl vynést komunikační zařízení pro program Mercury, raketa ale po 28 sekundách letu selhala a USAF projekt opustilo.
Blue Scout Junior (XRM-91) byl další variantou původní rakety, postrádal první stupeň, gyro-stabilizaci a naváděcí systém, což z něj činilo neřízenou raketu. První start v září 1960 měl zkoumat radiační působení a magnetické pole ve výšce 26 700 km nad povrchem Země, po dosažení této výšky selhal telemetrický systém a nebyla tedy získána žádná data. Další start selhal při startu a třetí sice dosáhl výšky 22 500 km, telemetrie se ale opět porouchala a let byl neúspěšný. Jediný úspěch přinesl až čtvrtý a poslední let, který nesl přístroje pro měření hustoty částic ve Van Allenových radiačních pásech. Program byl označen jako úspěšný, neboť demonstroval variabilitu nosného systému.

## Konkrétní využití
Rakety byly vypouštěny z různých základen ve světě. První raketa tohoto typu startovala 16. února 1961 ze základny NASA na ostrově Wallops (Wallops Flight Center), když vynesla družici Explorer 9 (označovanou také Baby Echo) o váze 6,5 kg. Některé rakety získali Italové pro použití ze základny San Marco Equatorial Range u Keni. Raket bylo vypuštěno celkem 118, poslední v květnu 1993 ze základny Vandenberg Air Force Base v Kalifornii.

## Zajímavost
Raketa byla vyobrazena na filatelistických známkách Gabonu v sérii věnované Francouzskému kosmickému programu v roce 1966.